# Orlando Rossi
Orlando Duilio Tarquinio Rossi (São Paulo, 8 de agosto de 1894 — São Paulo, 22 de outubro de 1970) foi um pintor brasileiro.
Orlando Duílio Tarquínio Rossi (São Paulo, São Paulo, 1894 - São Paulo, São Paulo, 1970). Pintor. Em 1912, inicia os estudos com o pintor italiano Giorgio Ziliani com quem trabalha na elaboração dos cenários do Theatro Municipal de São Paulo. Em paralelo à produção artística, leciona desenho no Liceu Coração de Jesus, no Colégio São Bento e no Colégio Anglo Latino. Além destas atividades, trabalha com o cenógrafo argentino Colon na elaboração dos cenários do Instituto de Música do Rio de Janeiro. Realiza sua primeira mostra individual em 1932, em São Paulo. É presidente da comissão organizadora do Salão Paulista de Belas Artes, em 1967.

## Exposições Coletivas
- 1925 - Rio de Janeiro RJ - 32ª Exposição Geral de Belas Artes, na Enba
- 1928 - Rio de Janeiro RJ - 35ª Exposição Geral de Belas Artes, na Enba - menção honrosa
- 1929 - Rio de Janeiro RJ - 36ª Exposição Geral de Belas Artes, na Enba - medalha de bronze
- 1933 - Rio de Janeiro RJ - 40ª Exposição Geral de Belas Artes, na Escola de Belas Artes
- 1934 - São Paulo SP - 1º Salão Paulista de Belas Artes, na Rua 11 de Agosto
- 1939 - São Paulo SP - 6º Salão Paulista de Belas Artes -medalha de prata
- 1945 - Rio de Janeiro RJ - Salão Nacional de Belas Artes, na Enba - medalha de prata e prêmio Caixa Econômica Federal
- 1951 - São Paulo SP - 16º Salão Paulista de Belas Artes, na Galeria Prestes Maia - medalha de prata
- 1952 - São Paulo SP - 17º Salão Paulista de Belas Artes, nos Salões do Trianon (Av. Paulista) - 1º prêmio Governador do Estado
- 1953 - São Paulo SP - 18º Salão Paulista de Belas Artes, na Galeria Prestes Maia - pequena medalha de ouro
- 1956 - São Paulo SP - 20º Salão Paulista de Belas Artes - prêmio Prefeitura de São Paulo e prêmio aquisição
- 1959 - São Paulo SP - Salão Paulista de Belas Artes - grande medalha de ouro
- 1961 - São Paulo SP - 26º Salão Paulista de Belas Artes - 1º prêmio Governador do Estado
- 1967 - São Paulo SP - 32º Salão Paulista de Belas Artes - prêmio Produtora
- 1967 - São Paulo SP - Exposição Cinquentenária da Paisagem Brasileira, nos Salões da Bienal
- 1967 - s.l. - Salão do Retrato Moderno - segundo prêmio
- 1969 - São Paulo SP - 34º Salão Paulista de Belas Artes
- 1970 - São Paulo SP - 35º Salão Paulista de Belas Artes
- 1971 - São Paulo SP - 36º Salão Paulista de Belas Artes, na Galeria Prestes Maia
- 1976 - São Paulo SP - Os Salões, no Museu Lasar Segall
- 1978 - São Paulo SP - A Paisagem na Coleção da Pinacoteca, na Pinacoteca do Estado
- 1980 - São Paulo SP - Pinacoteca do Estado no Sesc, na Galeria Sesc Carmo

## Exposições Individuais
- 1932 - São Paulo SP - Individual
- 1943 - São Paulo SP - Individual, na Galeria Itá
- 1944 - São Paulo SP - Individual

## Exposições Póstumas
- 1971 - São Paulo SP - 36º Salão Paulista de Belas Artes

- 1976 - São Caetano do Sul SP - Orlando Tarquínio, na Confederação Brasileira de Damas, Fundação de São Caetano do Sul

- 1980 - São Paulo SP - Antiga Tabatinguera, na Galeria do Sesc Carmo

- 1982 - São Paulo SP - Marinhas e Ribeirinhas, no Museu Lasar Segall

## Referência Bibliográfica
- ORLANDO Duílio Tarquínio Rossi. In: ENCICLOPÉDIA Itaú Cultural de Arte e Cultura Brasileira. São Paulo: Itaú Cultural, 2022. Disponível em: http://enciclopedia.itaucultural.org.br/pessoa24277/orlando-duilio-tarquinio-rossi. Acesso em: 18 de março de 2022. Verbete da Enciclopédia. ISBN: 978-85-7979-060-7